# طواف دبي

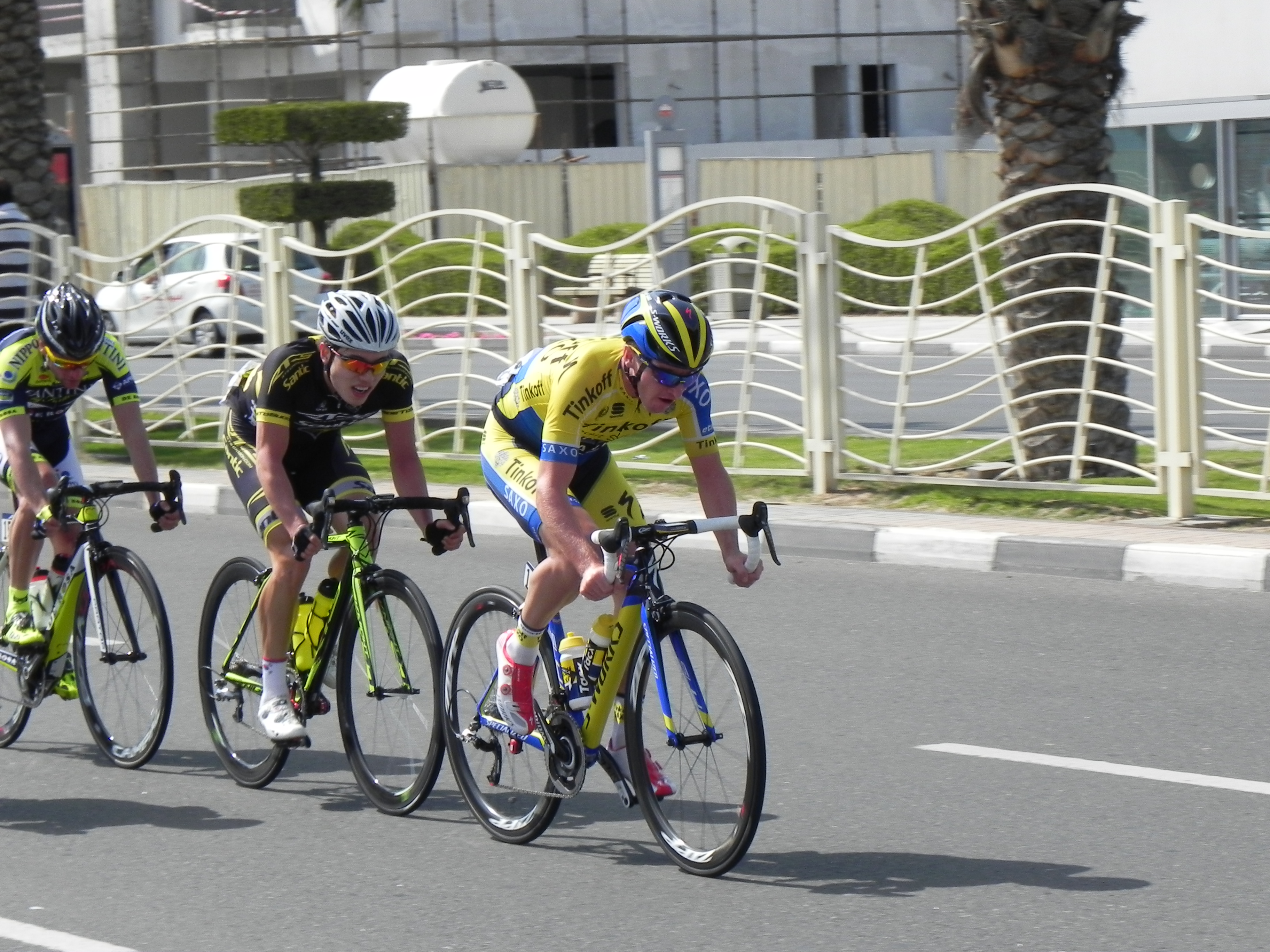
طواف دبي، 2014

طواف دبي هو سباق دراجات هوائية من نوع سباق المرحلة تأسس في 2014م كجزء من طواف آسيا للدراجات، وينظم السباق من قبل مجلس دبي الرياضي بالشراكة مع آر سي إس الرياضة، وأقيم لأول مرة بين 5 و8 فبراير 2014. ويتكون السباق من أربع مراحل.

## وصلات خارجية
- طواف دبي على موقع إحصائيات الدراجات الإحترافية (الإنجليزية)

- الموقع الرسمي
- Tour of Dubai Cycling نسخة محفوظة 20 أبريل 2015 على موقع واي باك مشين.